# قمل الجسد
قمل الجسد هو نوع من القمل يعيش في شعر الجسم ويتغذى على دم المضيف، يكثر بين طلاب المدارس واطفال الملاجى والمساجين ومجندى الجيش في دول العالم الثالث نتيجة قلة النظافة الشخصية.